# Rapovce
Rapovce (em húngaro: Rapp) é um município da Eslováquia, situado no distrito de Lučenec, na região de Banská Bystrica. Tem 8,87 km² de área e sua população em 2018 foi estimada em 942 habitantes.

## Demografia
| Ano:        | 1994 | 2004    | 2014   | 2024   |
| ----------- | ---- | ------- | ------ | ------ |
| Broj ljudi: | 858  | 950     | 951    | 921    |
| Razlika:    |      | +10,72% | +0,10% | -3,15% |

| Ano:               | 2023 | 2024   |
| ------------------ | ---- | ------ |
| Número de pessoas: | 921  | 921    |
| Diferença:         |      | -1,42% |